# 후쿠시게 료이치
후쿠시게 료이치(일본어: 福重 良一, 1971년 1월 30일 ~ )는 일본의 전 축구 선수이다.

## 구단 경력
1993년 재팬 풋볼 리그의 교토 자광 클럽(교토 퍼플 상가)에 입단했다. 1995년 재팬 풋볼 리그 준우승으로 J1리그로 승격했다. 1996년까지 40경기에 출전하여, 3득점을 넣었다. 1997년 재팬 풋볼 리그의 오츠카 제약로 이적했다. 1998년후 현역 은퇴.